# NGC 3882
NGC 3882 је спирална галаксија у сазвежђу Кентаур која се налази на NGC листи објеката дубоког неба.
Деклинација објекта је - 56° 23' 20" а ректасцензија 11h 46m 6,1s. Привидна величина (магнитуда) објекта NGC 3882 износи 12,5 а фотографска магнитуда 13,3. Налази се на удаљености од 23,5000 милиона парсека од Сунца. NGC 3882 је још познат и под ознакама ESO 170-11, IRAS 11436-5606, PGC 36697.